# 洛佐沃市鎮

洛佐沃市鎮在北馬其頓的位置

洛佐沃市鎮是北馬其頓的一個市镇，行政中心为洛佐沃村，属于瓦尔达尔统计区，總面積166.32平方公里，2002年人口2,858。
該市镇北接聖尼古萊市鎮，東臨什蒂普市镇，西鄰韋萊斯市鎮，南接格拉德斯科市镇。

## 外部連結
- 官方网站